# Nilwood (Illinois)
Nilwood – miasto w Stanach Zjednoczonych, w stanie Illinois, w hrabstwie Macoupin.